# Michael Behe
Michael J. Behe (Altoona, Pensilvania, 18 de enero de 1952) es un bioquímico estadounidense defensor del diseño inteligente. Behe es profesor de bioquímica en la universidad Lehigh University en Pensilvania y es un senior fellow del Center for Science and Culture del Discovery Institute. 

## Estudios académicos
Behe se crio en Harrisburg, Pensilvania, donde asistió al colegio St. Margaret Mary's Parochial School y luego se graduó en el «Bishop McDevitt High School». Sus estudios universitarios los realizó en la Drexel University en 1974 titulándose con un Bachiller en Ciencia con mención en química (Bachelor of Science). Obtuvo su PhD en bioquímica en la Universidad de Pensilvania en 1978. Desde 1978 hasta 1982, hizo estudios de posdoctorado en la estructura del ADN en el instituto National Institutes of Health. Desde 1982 hasta 1985, fue profesor asistente en química en Queens College en la Ciudad de Nueva York, donde conoció a su esposa, Celeste. En 1985 se mudó a Lehigh University donde se desempeña actualmente como profesor de cátedra en bioquímica.

## Pensamiento
Defiende la idea de acuerdo con la cual existen algunas estructuras demasiado complejas en un nivel bioquímico que no pueden ser explicadas como el resultado de mecanismos de evolución. Él fue quien desarrolló el concepto de «Complejidad irreducible» (irreducible complexity) como «un sistema individual compuesto de varias partes bien coordinadas que interaccionan para desempeñar la función básica de este, de modo que si se eliminara cualquiera de esas partes dejaría de funcionar por completo».
El postulado de Behe sobre la complejidad irreductible de estructuras celulares claves ha tenido una fuerte oposición en la comunidad científica. El Departamento de Ciencias Biológicas de la Universidad Lehigh ha publicado una declaración con su posición oficial en la que señala: «Nuestra posición colectiva es que el diseño inteligente no tiene su base en la ciencia, no ha sido comprobado experimentalmente, y no debe ser considerado como científico».

## Material publicado

### Libros
- Darwin's Black Box. Free Press, 1996. ISBN 0-684-83493-6[5][6][7][8]
- The Edge of Evolution. Free Press, June 2007. ISBN 0-7432-9620-6[9][10]
- Science and Evidence for Design in the Universe (Proceedings of the Wethersfield Institute), 25 de septiembre de 1999. ISBN 0-89870-809-5

#### Ediciones en español
- Behe, Michael J. (2000). La caja negra de Darwin: el reto de la bioquímica a la evolución. Editorial Andrés Bello. ISBN 978-84-95407-02-3.[11]

### Vídeos
- Intelligent Design: From the Big Bang to Irreducible Complexity
- Unlocking the Mystery of Life 2002
- Irreducible Complexity: The Biochemical Challenge to Darwinian Theory
- Where Does the Evidence Lead? 2004